# Pattinaggio freestyle ai World Skate Games
Il pattinaggio freestyle è inserito nel programma dei World Skate Games dalla prima edizione che si è svolta nel 2017.

## Edizioni
| Giochi | Anno | Sede         | Gare |
| ------ | ---- | ------------ | ---- |
| I      | 2017 | Nanchino     | 17   |
| II     | 2019 | Barcellona   | 17   |
| III    | 2022 | Buenos Aires | 17   |
| IV     | 2024 | Roma         | 17   |

## Medagliere complessivo
Aggiornato alla quarta edizione
| Posiz. | Nazione                     | Oro | Argento | Bronzo | Totale |
| ------ | --------------------------- | --- | ------- | ------ | ------ |
| 1      | Cina                        | 24  | 20      | 11     | 55     |
| 2      | Taipei cinese               | 13  | 12      | 14     | 39     |
| 3      | Russia                      | 7   | 6       | 4      | 17     |
| 4      | Senegal                     | 5   | 1       | 3      | 9      |
| 5      | Italia                      | 4   | 9       | 13     | 26     |
| 6      | Spagna                      | 4   | 3       | 7      | 14     |
| 7      | Iran                        | 3   | 2       | 4      | 9      |
| 8      | Francia                     | 2   | 4       | 1      | 7      |
| 9      | Polonia                     | 2   | 3       | 4      | 9      |
| 10     | Thailandia                  | 2   | 1       | 0      | 3      |
| 11     | Giappone                    | 1   | 2       | 3      | 6      |
| 12     | Atleti Individuali Neutrali | 1   | 0       | 2      | 3      |
| 13     | Romania                     | 0   | 2       | 0      | 2      |
| 13     | Ucraina                     | 0   | 2       | 0      | 2      |
| 15     | Cile                        | 0   | 1       | 0      | 1      |
| 16     | Brasile                     | 0   | 0       | 1      | 1      |
| 16     | San Marino                  | 0   | 0       | 1      | 1      |
| 16     | Hong Kong                   | 0   | 0       | 1      | 1      |
| Totale | Totale                      | 68  | 68      | 68     | 204    |